# Pedicularis asplenifolia
Pedicularis asplenifolia är en snyltrotsväxtart som beskrevs av Floerke och Carl Ludwig von Willdenow. Pedicularis asplenifolia ingår i släktet spiror, och familjen snyltrotsväxter. Inga underarter finns listade i Catalogue of Life.